# Associazione Sportiva San Giovanni
Maillots
Actualités
L'AS San Giovanni est un club de football saint-marinais basé à San Giovanni sotto le Penne dans la commune de Borgo Maggiore.

## Histoire
Fondé en 1948, c'est le seul club de Saint-Marin n'ayant remporté aucun titre.

## Palmarès
- Coupe de Saint-Marin
  - Finaliste : 2013